# Callicopris cerograpta
Callicopris cerograpta är en fjärilsart som beskrevs av Edward Meyrick 1938. Callicopris cerograpta ingår i släktet Callicopris, och familjen plattmalar. Inga underarter finns listade i Catalogue of Life.